# Tatami
Tatami (jap. 畳, Kyūjitai 疊, 疉 oder 疂) ist eine dämmende und dämpfende Matte aus Reisstroh, die in Japan als Fußboden in Washitsu – traditionell gestalteten Zimmern – verwendet wird. In der Nacht wird der Futon auf den Tatami ausgebreitet, um als Schlafstätte zu dienen.
Aufgrund ihrer empfindlichen Oberflächenbeschaffenheit werden Tatami nur mit Socken oder barfuß betreten.

## Beschaffenheit und Maße

### Material

Beschaffenheit des Tatamis
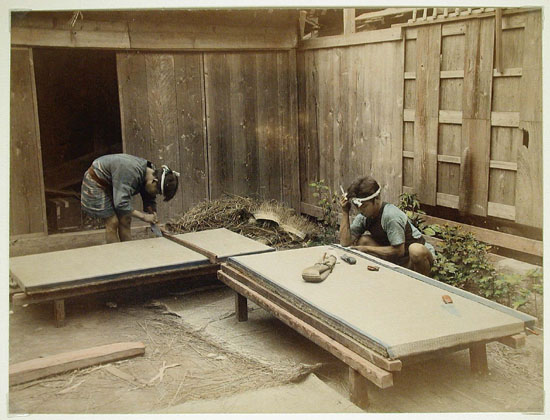
Tatami-Herstellung Ende des 19. Jahrhunderts
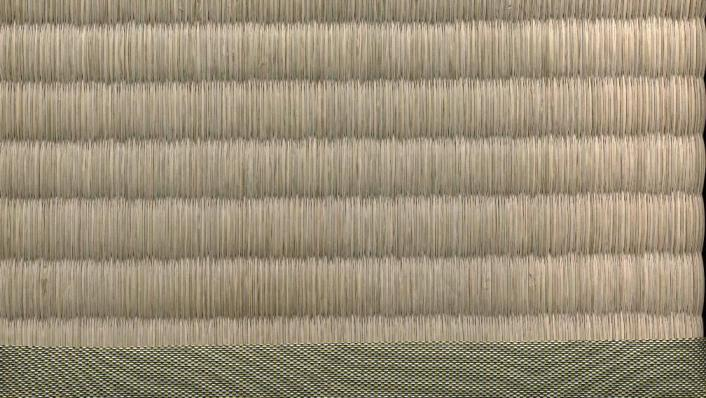
Oberflächenstruktur einer Tatami
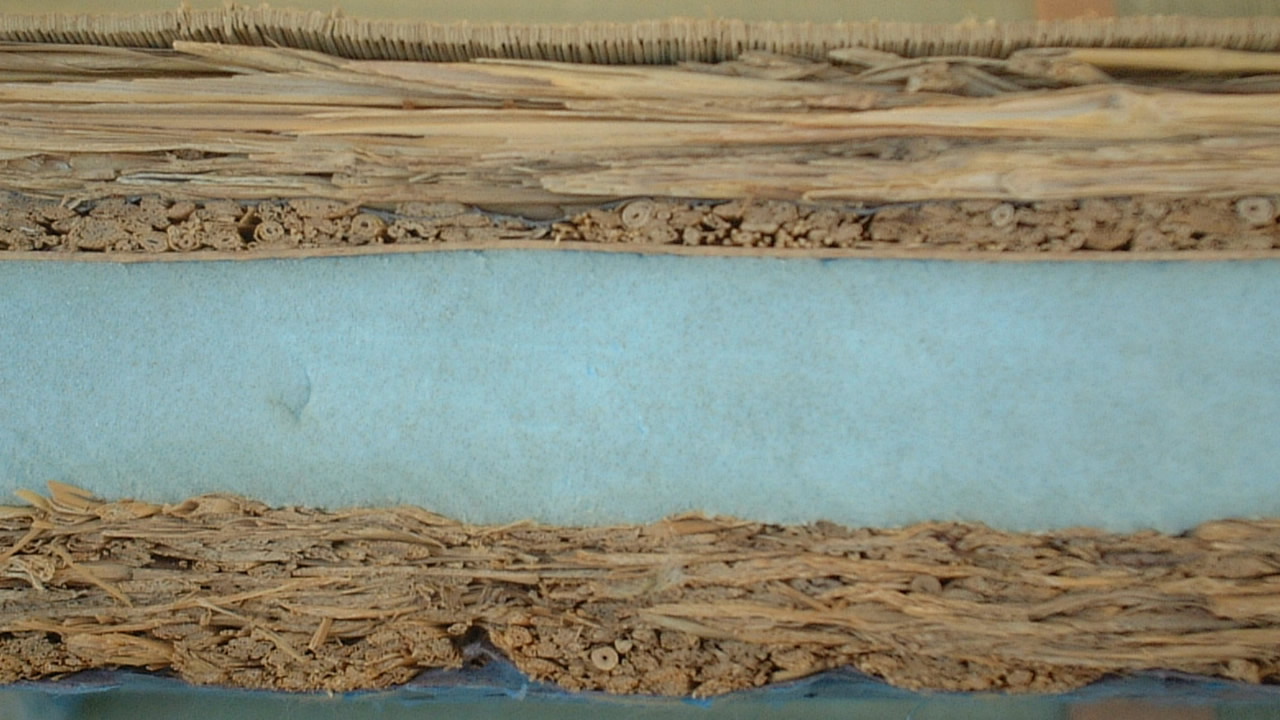
Moderne Tatami – Schaumkern als Querschnitt
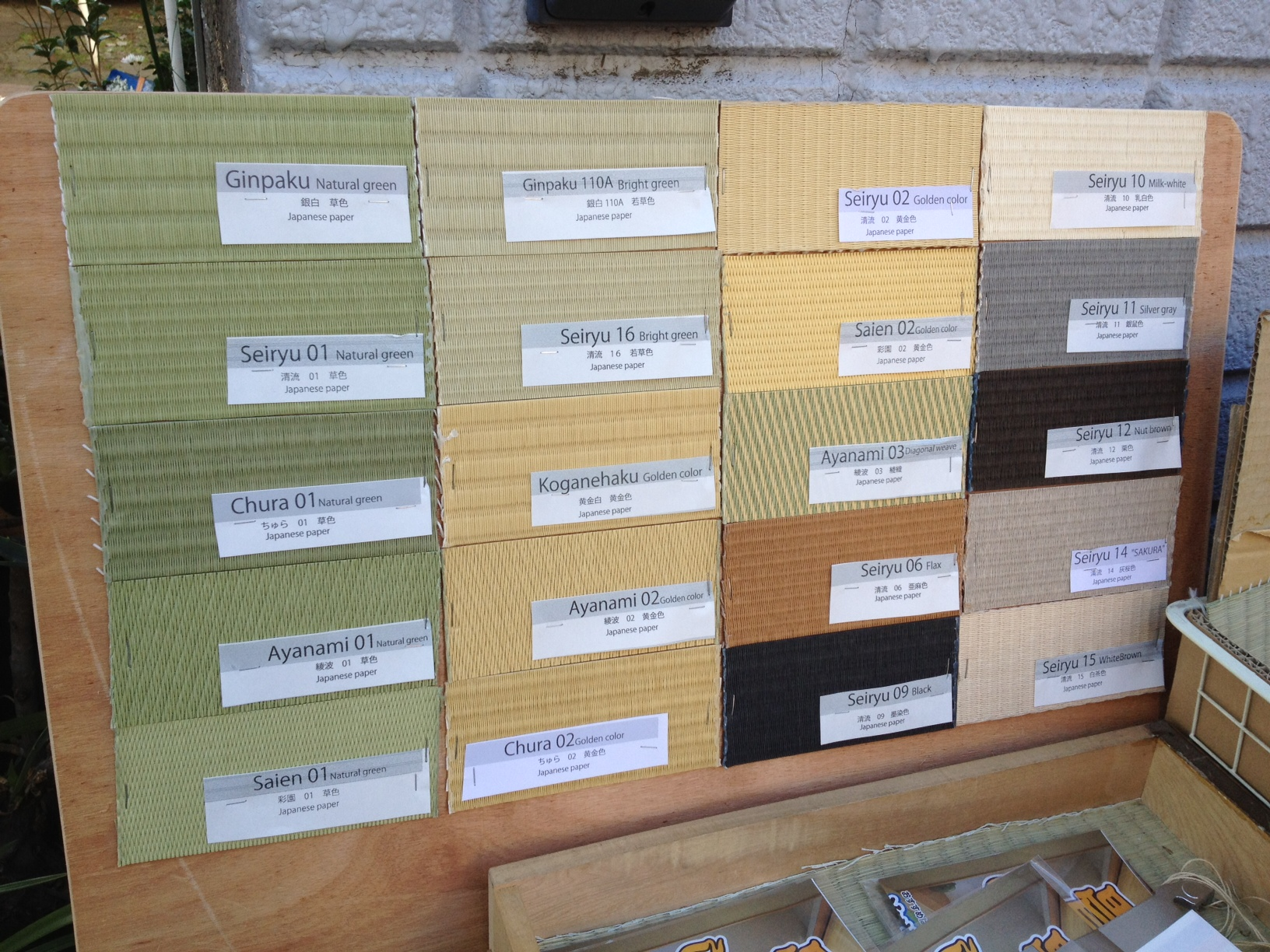
Verschiedene Tatami-Oberflächen

Tatami bestehen aus einem fest gebundenen Reisstrohkern, auf dem eine Binsenmatte aus Flatter-Binse (Juncus effusus, 藺草 Igusa) liegt, fixiert durch seitlich angenähte Baumwollbänder.
Neue Tatami haben eine grünliche Oberfläche. Wenn sie älter werden, gehen die Farben in gelb-bräunliche Farbtöne über. Diese Alterung wird, soweit die Matten nicht anderweitig allzu abgenutzt sind, in Japan positiv gewertet, denn sie zeugt vom Leben und der Geschichte der Tatami. Heutzutage können auch verschiedene gedeckte Farben und feine Webmuster an der Oberfläche vom Handwerker gefertigt werden.
Eine Tatami ist 5,5 cm dick, einen Ken (間) lang und einen halben Ken breit, wobei die Länge eines Ken je nach Region zwischen 1,55 und 1,91 m variiert. Heutzutage erhält man Tatami in fast allen Größen.
| Abmessung        | Region              | Bemerkung                                            | Bild                           |
| ---------------- | ------------------- | ---------------------------------------------------- | ------------------------------ |
| 85,0 cm × 170 cm | allgemein           | Tatami-Standardgröße für große Wohn- und Bürogebäude | Traditionelle Tatami-Anordnung |
| 88,0 cm × 176 cm | Tokio und Ostjapan  | –                                                    | Traditionelle Tatami-Anordnung |
| 91,0 cm × 182 cm | Nordjapan           | –                                                    | Traditionelle Tatami-Anordnung |
| 95,5 cm × 191 cm | Kyōto und Westjapan | –                                                    | Traditionelle Tatami-Anordnung |

### Flächenmaß
Tatami dienen auch als Flächenmaß zur Angabe von Wohnungs- und Zimmergrößen – das Zeichen für Tatami wird in dieser Bedeutung sino-japanisch jō – 畳 ausgesprochen. Ein jō entspricht etwa 1,64 m², die genaue Größe hängt auch hier von der Region ab.
Das japanische Standardzimmer ist sechs Jō – 畳 – groß (ca. 10 m²) und demzufolge traditionell mit sechs Tatami-Matten belegt, Teeräume sind 4,5 jō (ca. 7,4 m²) groß.

## Tatami im Kampfsport

Moderne grüne und rote, 1 m² Tatami – Judo-Wurf-Demonstration

Viele japanische Kampfkünste (z. B. Jiu Jitsu, Judo etc.) werden auf Tatamis ausgeübt. Kampfsportler (jap. Budoka) benutzen die relativ „weichen“ Tatami, um Sturztechniken (jap. Ukemi) und Würfe (jap. Nage Waza) abzufedern.
TATAMI-Geflüster ON AIR war der Titel eines Audio-Podcast-Angebotes des Deutschen Judo-Bundes in den Jahren 2007/2008.
Gründlich in Wasser eingeweichte, aufgerollte Tatami-Matten sind außerdem ein beliebtes Material für Schnitttests mit Schwertern und anderen Klingenwaffen.